# 王朝佐
王朝佐（？—1599年）。山东临清人，明神宗万历时反对税监的领袖。
王朝佐为编筐工匠。税监马堂出使临清，讹诈勒索市民。万历二十七年（1599年），数千居民群起反抗，烧毁衙署，杀死马堂等三十七人。后来官府大势搜捕，王朝佐挺身而出，被处死。百姓在临清为他建祠堂纪念。与苏州葛贤并称。